# William B. Spong, Jr.
William Belser Spong, Jr. (Portsmouth, 1920. szeptember 29. – Portsmouth, 1997. október 8.) az Amerikai Egyesült Államok szenátora (Virginia, 1966–1973).